# Altetopfstraße 19
La maison située au Altetopfstraße 19 est un monument historique de la ville de Quedlinbourg, dans le Land de Saxe-Anhalt, en Allemagne.

## Situation
Le bâtiment se trouve au sud de la vieille ville de Quedlinbourg. Elle est bordée à l'ouest par le monument historique du Altetopfstraße 18.
La maison est listée dans le registre des monuments historiques de Quedlinbourg (de) et est inscrite au patrimoine mondial de l'UNESCO.

## Description
Cette maison à colombages est construite vers 1760 dans un style baroque tardif. Elle est recouverte d'un toit à mansarde. Sa façade est divisée en six axes de même largeur. La cour est pourvue de commerces à colombages construits aux XVIIIe et XIXe siècles. Au côté nord de la cour, qui mène à la Wallstraße, se trouve une grande porte décorée dont les meneaux sont ornés de grès dans un style néogothique.